# Osmoxylon pfeilii
Osmoxylon pfeilii är en araliaväxtart som först beskrevs av Otto Warburg, och fick sitt nu gällande namn av William Raymond Philipson. Osmoxylon pfeilii ingår i släktet Osmoxylon och familjen Araliaceae. Inga underarter finns listade.